# Квинт Кальпурний Пизон
Квинт Кальпурний Пизон (лат. Quintus Calpurnius Piso; умер после 135 гг. до н. э.) — римский военачальник и политический деятель из плебейского рода Кальпурниев, консул 135 года до н. э. Во время консулата воевал в Ближней Испании, но не добился особых успехов. По одной из версий, был разбит под Нуманцией.

## Биография
Квинт Кальпурний принадлежал к плебейскому роду Кальпурниев, происходившему согласно поздним генеалогиям от Кальпа — мифического сына второго царя Рима Нумы Помпилия (к Нуме возводили свои родословные также Пинарии, Помпонии и Эмилии). Благодаря Капитолийским фастам известно, что отец и дед Квинта носили преномен Гай. В предыдущем поколении был один Гай Кальпурний Пизон, консул 180 года до н. э., женатый на Кварте Гостилии; однако германский антиковед Вильгельм Друман, занимавшийся генеалогией Кальпурниев, признал, что нет надёжных оснований для включения в эту генеалогию Квинта, и указал его рядом с основной таблицей.
Благодаря греческой надписи, найденной в Олимпии, известно, что Пизон, будучи претором, урегулировал спор о границах между Спартой и Мессенией. Точных датировок здесь нет, но действовавший в те времена закон Виллия предполагал минимальный промежуток между претурой и консулатом в два полных года. Учитывая дату консулата, исследователи датируют претуру Квинта самое позднее 138 годом до н. э.
В 135 году до н. э. Пизон стал консулом вместе с патрицием Сервием Фульвием Флакком. Провинции были распределены между магистратами, по-видимому, на основании особого постановления сената; Квинт получил Ближнюю Испанию, где в это время шла затяжная и в целом неудачная для Рима война с небольшим городом Нуманция. Источники сообщают о его действиях немногое. По данным Аппиана, Пизон на Нуманцию не пошёл, вторгся в земли паллантинцев, где произвёл «небольшое опустошение», а потом увёл свою армию в Карпетанию на зимние квартиры, дожидаться преемника — Публия Корнелия Сципиона Эмилиана. Юлий Обсеквент, характеризуя ситуацию перед появлением Сципиона, пишет: «В Нуманции дела плохи, римское войско разбито». Отсюда появилось предположение, что Квинт напал на нумантинцев, потерпел поражение и, чтобы хоть как-то улучшить свою репутацию, напал на ещё одну испанскую общину — более слабую. Аппиан в этом случае мог просто не найти информацию об очередной битве за Нуманцию в своих источниках.